# Battaglia della Piana dei Merli
La battaglia della Piana dei Merli, nota anche come battaglia del Cossovo (in serbo Бој на Косову?, Boj na Kosovu o Косовска битка/Kosovska bitka; venne combattuta nell'omonima località il 15 giugno 1389 (secondo il calendario giuliano vigente all'epoca dei fatti) ovvero il 28 giugno 1389 (secondo il calendario gregoriano entrato in vigore nel 1582), giorno di San Vito, tra le forze cristiane guidate dal principe serbo Lazar Hrebeljanović e le truppe ottomane.
La battaglia non rappresentò uno scontro tra cristianesimo e Islam. Nello schieramento serbo, infatti, assieme al principe serbo Lazar Hrebeljanović, vi erano Tvrtko I Kotromanić, signore della Bosnia, che aveva ricevuto da poco la corona dal re di Ungheria, oltre a contingenti valacchi, croati, bulgari e albanesi. Di contro, nello schieramento ottomano vi erano diversi vassalli cristiani.

## Forze in campo
L'esercito cristiano, composto da una coalizione serbo bosniaca tra la Serbia Moravica e il Regno di Bosnia, era comandato dal Knez (principe e condottiero) serbo Lazar Hrebeljanović. Le sue truppe contavano circa 25 000 uomini ben armati, suddivisi in tre armate, comandate dal genero di Lazar, Vuk Branković, sull'ala sinistra, dal principe Lazar al centro e dal duca bosniaco Vlatko Vuković sull'ala destra. L'esercito ottomano era guidato dal sultano Murad I e dal comandante militare Evrenos Bey e contava circa 50 000 uomini.

## Battaglia
La battaglia iniziò con l'avanzata della cavalleria serba, che distrusse completamente l'ala sinistra ottomana. Le truppe comandate da Branković riuscirono inoltre ad annientare completamente anche l'ala destra degli avversari. Gli Ottomani furono raggiunti da cospicui rinforzi e poterono così sconfiggere le milizie avversarie, stanche e inferiori numericamente. Pressoché tutta la nobiltà serba fu sterminata sul posto insieme al Knez Lazar. Il comandante Vuk Branković si ritirò e continuò la resistenza contro gli Ottomani. In seguito fu catturato dai Turchi, morendo in prigionia.
Nel corso della battaglia, il nobile serbo Miloš Obilić riuscì comunque a uccidere il sultano Murad, diventando un eroe. Dopo la morte di Murad, il figlio Bayezid I continuò l'espansione ottomana verso i Balcani e l'Europa sud-orientale. Tuttavia il Regno di Serbia riuscì a sopravvivere per un altro secolo prima di cadere definitivamente sotto il dominio turco. Entrambi gli eserciti ebbero gravi perdite, ma per la Serbia l'esito fu catastrofico: vennero infatti uccisi più di 150 cavalieri serbi e il Paese vide sparire gran parte della sua élite politica e militare.

## Conseguenze
Il nuovo sultano Bayezid I prese come moglie la figlia di Lazar, la principessa Olivera Despina. Bayezid prese con sé il figlio di Lazar, Stefan Lazarevic, che più tardi si segnalò come valoroso capo militare, specialmente nella battaglia di Angora contro il vittorioso Tamerlano (1402). I Serbi furono costretti a pagare tributi ai Turchi e a compiere servizi militari presso l'esercito ottomano, come nel caso della citata battaglia di Angora (o di Ancyra, odierna Ankara).
In seguito, dopo altre due battaglie minori e l'assedio di Smederevo, gli Ottomani annetterono il resto del Regno di Serbia, completandone la conquista nel 1459. La fine dell'indipendenza serba fu l'evento che diede la possibilità all'esercito ottomano di arrivare fino alle porte di Vienna.

## Influenza nella cultura serba e turca
La battaglia della Piana dei Merli (battaglia di Kosovo polje), è considerata dai serbi uno degli eventi più importanti della loro storia. La battaglia e la sorte dei cavalieri cristiani divennero il soggetto della poesia epica romantica ottocentesca, alla quale faceva riferimento la corte della vedova di Lazar, Milica. Il principe Lazar venne canonizzato dalla Chiesa ortodossa serba.
Nel 1953, in periodo jugoslavo, sulla collina sovrastante la Piana fu eretto il monumento di Gazimestan a memoria della battaglia. Sulla cima della torre vi è una mappa in bronzo che riporta la disposizione degli schieramenti coinvolti e l'andamento dei combattimenti.
Seicento anni dopo, il 28 giugno 1989, il presidente serbo Slobodan Milošević pronunciò nei luoghi della battaglia un'orazione a circa un milione di serbi lì convenuti da tutta la Jugoslavia (discorso per la festa di san Vito o discorso di Gazimestan). In quella occasione Milošević si collegò all'evento storico della battaglia della Piana dei Merli e al suo significato simbolico per incitare il popolo serbo a combattere nuove battaglie. Di lì a poco tutte le componenti territoriali ed etniche della Jugoslavia entrarono in conflitto con la componente serba in un susseguirsi di guerre e insurrezioni che fecero collassare la federazione jugoslava e che sono tutt'oggi fonte di instabilità.
Questa battaglia è ricordata anche dai turchi in quanto, per la prima volta nella loro storia, persero un sultano in battaglia. Sul sito della battaglia venne costruito, sul finire del XIV secolo, su iniziativa di Bayezid I, un monumento funebre (türbe) in memoria di Murad I. In questa struttura vennero posti gli organi interni di Murad I, mentre il resto del suo corpo venne sepolto nella moschea di Hüdavendigar a Bursa.